# Organizzazione internazionale della vigna e del vino

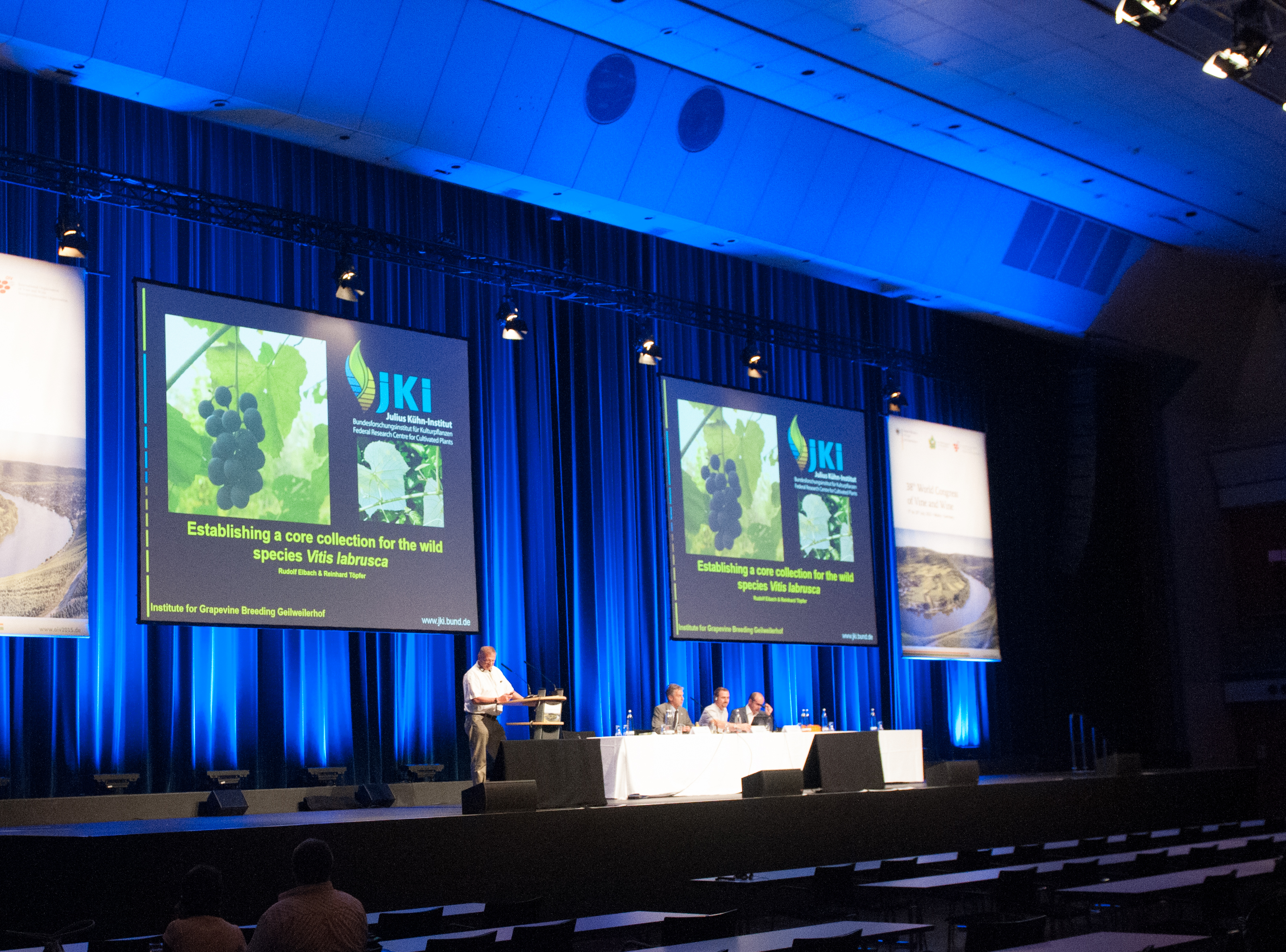
Congresso mondiale della vite e del vino a Magonza (2015)

L'Organizzazione internazionale della vigna e del vino, sigla OIV, è un'organizzazione intergovernativa costituita a Parigi il 3 aprile 2001.

## Storia
Nel 1874 un gruppo di viticoltori provenienti da Francia, Italia, Svizzera, Austria e Germania si riunirono a Montpellier per affrontare le devastazioni causate dalla fillossera. I congressi internazionali di Ginevra (1908) e di Parigi (1909), nell'affrontare il problema delle frodi, diedero una prima definizione di vino.
Nel 1922 la Société française d'encouragement à l'agriculture, preoccupata per la situazione mondiale della viticoltura, propose la costituzione di un organismo internazionale del vino. Dopo le conferenze di Genova e Parigi del 1923, senza risultati concreti, finalmente il 29 novembre 1924 a Parigi, i rappresentanti di Spagna, Francia, Grecia, Ungheria, Italia, Lussemburgo, Portogallo e Tunisia sottoscrissero l'accordo che costituiva l'Ufficio internazionale del vino. Tale Ufficio aveva lo scopo di raccogliere, studiare e pubblicare informazioni idonee a dimostrare gli effetti benefici del vino; evidenziare le qualità «igieniche» del vino e della sua influenza nella lotta contro l'alcolismo; garantire la tutela degli interessi viticoli e il miglioramento delle condizioni del mercato internazionale; garantire una modalità uniforme di presentazione dei risultati dell'analisi del vino e stabilire tavole di concordanza dei metodi analitici utilizzati tra gli Stati. Con le ratifiche previste dall'art. 9 dell'Accordo, l'Ufficio internazionale del vino entrò in forza il 3 dicembre 1927 a Parigi.

Il 4 settembre 1958 il Congresso dei 29 paesi membri decise la nuova denominazione Ufficio internazionale della vigna e del vino.
L'Assemblea generale, tenutasi a Buenos Aires il 5 dicembre 1997, decideva di adeguare l'OIV al nuovo contesto internazionale, in particolare l'Accordo TRIPs relativo al settore dei vini in sede Organizzazione mondiale del commercio. I lavori preparatori si sono conclusi il 3 aprile 2001 con il nuovo Accordo che costituiva l'Organizzazione internazionale della vigna e del vino (Organisation Internationale de la Vigne et du Vin), quale «organismo intergovernativo a carattere scientifico e tecnico avente una competenza riconosciuta nel settore della vigna, del vino, delle bevande a base di vino, dell’uva da tavola, dell’uva secca e degli altri prodotti della viticoltura».

## Obiettivi
L'obiettivo di questo organismo è l'audit e di consiglio per le differenti figure della filiera viti-vinicola ed in particolare nelle loro attività normative (norme, analisi chimico-fisiche o analisi qualitative... che sono l'oggetto di una sottocommissione dei "metodi d'analisi e di valutazione dei vini". Queste, creano dei testi che possono successivamente essere approvate dall'assemblea generale.
Un regolamento europeo (oggi abrogato a seguito della riforma dell'OCM-vino del luglio 2008) del 1999 dell'Unione europea precisa che l'assenza di metodi comunitari d'analisi ritenuti per la determinazione e la quantificazione di sostanze ricercate (metalli pesanti per esempio),  i metodi d'analisi riconosciuti dall'assemblea generale dell'Ufficio internazionale della vigna e del vino, e da loro pubblicati, erano applicabili ed obbligatori dagli stati membri.
Questi metodi sono pubblicati periodicamente ed aggiornati in una raccolta.
Quest'organismo orienta i suoi lavori scientifici e può partecipare alla regolamentazione dei suoi membri nel settore viti-vinicolo o della salute.
Secondo il suo sito internet, l'OIV ha 3 grandi obbiettivi:
- aiutare i suoi membri a meglio tener conto delle preoccupazioni dei produttori, dei consumatori e delle altre figure della filiera vitivinicola;
- aiutare delle altre organizzazioni internazionali (intergovernative e non-governative) ed in particolare se perseguono delle attività normative;
- aiutare ad armonizzare le pratiche e le norme in corso nel mondo, e se necessario, elaborare delle nuove norme internazionali, per migliorare le produzioni vitivinicole, la loro commercializzazione tenendo conto degli interessi dei consumatori.

## Paesi membri
Al 31 dicembre 2020 i paesi aderenti erano 48.

- Algeria
- Argentina
- Armenia
- Australia
- Austria
- Azerbaigian
- Belgio
- Bosnia ed Erzegovina
- Brasile
- Bulgaria
- Rep. Ceca
- Cile
- Cipro
- Croazia
- Francia
- Georgia
- Germania
- Grecia
- India
- Israele
- Italia
- Libano
- Lussemburgo
- Macedonia del Nord
- Malta
- Marocco
- Messico
- Moldavia
- Montenegro
- Norvegia
- Nuova Zelanda
- Paesi Bassi
- Perù
- Portogallo
- Regno Unito
- Romania
- Russia
- Serbia
- Slovacchia
- Slovenia
- Spagna
- Sudafrica
- Svezia
- Svizzera
- Turchia
- Ungheria
- Uruguay
- Uzbekistan

### Osservatori
- Unione europea

#### Territori
- Ningxia, regione autonoma
- Yantai, prefettura

#### Associazioni
- Accademia Amorim
- Assemblea delle regioni europee viticole (AREV)
- Association de la Sommellerie Internationale (ASI)
- Associazione internazionale giuristi della vite e del vino (AIDV)
- Associazione universitaria internazionale del vino (AUIV)
- Centro di Ricerche, Studi e Valorizzazione per la Viticoltura Montana (CERVIM)
- Federazione internazionale vini e spiriti (FIVS)
- Federazione mondiale dei grandi concorsi enologici (VINOFED)
- Great Wine Capitals Global Network (GWC)
- Lien de la vigne - Vinelink International
- Oenological Products and Practices International Association (OENOPPIA)
- Unione internazionale degli enologi (UIOE)
- Wine in Moderation (WIM)

## Organizzazione
È presieduta attualmente da Luigi Moio, Professore di scienze e tecnologie alimentari dal Università degli Studi di Napoli Federico II, allo stesso tempo presidente del comitato scientifico e tecnico dell'OIV, assistito dai vicepresidenti Regina Vanderlinde e Markus Herderich. Il Direttore Generale è John Baker.